# Georgetown (Kentucky)
Georgetown ist eine Stadt im Bundesstaat Kentucky in den Vereinigten Staaten. Das U.S. Census Bureau hat bei der Volkszählung 2020 eine Einwohnerzahl von 37.086 ermittelt.
Die Stadt liegt im Scott County und ist Heimat des Georgetown College. Mitte der 1980er Jahre begann das Einwohnerwachstum der Stadt zu steigen, als Toyota dort eine 1988 Fabrik zur Motorherstellung baute. Georgetown ist außerdem der Trainingsort des NFL-Teams der Cincinnati Bengals.

## Geographische Lage
Nach Angaben des United States Census Bureau breitet sich Georgetown über eine Fläche von 35,5 km² aus, von denen 0 km² mit Wasser bedeckt sind. Georgetown liegt somit zu 100 % auf Land.

## Geschichte
Der Pfarrer Elijah Craig und weitere kirchliche Angehörigen aus Virginia waren Ende 1785 die ersten Bewohner Georgetowns. Die Stadt ist benannt nach George Washington. Am 16. Dezember 1790 wurde die Ortschaft als Stadt eingetragen. Craig gründete eine Fabrik, die für die Tuch- und Papierherstellung zuständig war. 1789 gründete er dann in der Stadt eine Destillerie sowie eine klassische Schule, welche die Basis für das Georgetown College bildete.

## Bevölkerungsstatistik
Nach der Volkszählung von 2000 leben in Georgetown 18.080 Menschen in 6.703 Haushalten und 4.618 Familien. Die Bevölkerungsdichte liegt bei 508,7 Personen/km². Die weiße Bevölkerung ist mit 88,68 % am stärksten vertreten, gefolgt von der afroamerikanischen Bevölkerung ist mit 8,01 %.
Das jährliche Durchschnittseinkommen eines Haushaltes beträgt $42.186, wobei sich das Durchschnittseinkommen einer Familie $50.743 verläuft. Das Pro-Kopf-Einkommen der Stadt liegt bei $18.859. Etwa 10,7 % der Bevölkerung lebt unter der Armutsgrenze.

## Bildung
Das Georgetown College ist ein Liberal Arts College im Zentrum der Stadt.
In Georgetown gibt es momentan sieben Elementary Schools, drei Middle Schools und eine High School. Diese gehören alle zum Schulsystem von Scott County. Aufgrund der wachsenden Bevölkerung wird der Bau weiterer Schulen geplant.
Zu den Schulen in Georgetown gehören folgende:
- Garth Elementary
- Northern Elementary
- Southern Elementary
- Eastern Elementary
- Western Elementary
- Anne Mason Elementary
- Royal Spring Middle School
- Georgetown Middle School
- Scott County Middle School
- Scott County High School

## Städtepartnerschaften
Georgetown hat eine Städtepartnerschaft mit:
- Tahara, Japan

## Söhne und Töchter der Stadt
- John McCracken Robinson (1794–1843), Politiker und Senator der Vereinigten Staaten
- James Fisher Robinson (1800–1882), Politiker und 22. Gouverneur von Kentucky
- Gustavus Woodson Smith (1822–1896), Generalmajor im konföderierten Heer
- Benjamin Franklin Bradley (1825–1897), Politiker, Abgeordneter im Konföderiertenkongress
- Basil Wilson Duke (1838–1916), Brigadegeneral der Konföderiertenarmee im Sezessionskrieg
- Tom L. Johnson (1854–1911), Politiker
- J. Campbell Cantrill (1870–1923), Politiker und Kongressabgeordneter aus Kentucky
- Steve Zahn (* 1967), Schauspieler